# جان سیل
جان سیل (انگلیسی: John Seale؛ زادهٔ ۵ اکتبر ۱۹۴۲) یک فیلم‌بردار اهل استرالیا است.
وی همچنین برنده جوایزی همچون جایزه اسکار بهترین فیلمبرداری ۱۹۹۶، جایزه بفتا بهترین فیلم‌برداری ۱۹۹۶ و جایزه ستلایت بهترین فیلم‌برداری شده است.

## فیلم‌شناسی
- Wandjina! (۱۹۶۶)
- BMX Bandits (۱۹۸۳)
- شاهد (فیلم ۱۹۸۵)
- ساحل پشه (۱۹۸۶)
- بین‌راهی (فیلم ۱۹۸۶) (۱۹۸۶)
- فرزندان یک خدای کوچکتر (۱۹۸۶)
- Stakeout (۱۹۸۷)
- مرد بارانی (۱۹۸۸)
- گوریل‌ها در مه (۱۹۸۸)
- انجمن شاعران مرده (۱۹۸۹)
- Till There Was You (۱۹۹۰، کارگردان)
- روغن لورنزو (۱۹۹۲)
- شرکت (۱۹۹۳)
- رئیس‌جمهور آمریکا (۱۹۹۵)
- ارواح میسیسیپی (۱۹۹۶)
- بیمار انگلیسی (۱۹۹۶)
- شهر فرشته‌ها (۱۹۹۸)
- آقای ریپلی بااستعداد (۱۹۹۹)
- کاملاً طوفانی (فیلم) (۲۰۰۰)
- هری پاتر و سنگ جادو (۲۰۰۱)
- کوهستان سرد (۲۰۰۳)
- Spanglish (۲۰۰۴)
- Poseidon (۲۰۰۶)
- شاهزاده ایران: شن‌های زمان (فیلم) (۲۰۱۰)
- توریست (۲۰۱۰)
- مکس دیوانه: جاده خشم (۲۰۱۵)